# Road Energy Systems
Road Energy Systems is een duurzame vorm van verwarming en koeling van gebouwen en wegeninfrastructuur. Het is ontwikkeld door de Nederlandse bedrijven Ooms Avenhorn Groep, Tipspit, en WTH Vloerverwarming.

## Werking
De asfaltzonnecollector bestaat uit een systeem in de wegconstructie, waar water doorheen stroomt. In de zomer wordt het water verwarmd door de zon en de warmte wordt opgeslagen in de bodem (aquifer) door middel van WKO (warmte-koudeopslag). Deze warmte kan gebruikt worden voor de gebouwde omgeving en voor de asfaltconstructie. De asfaltzonnecollector kan daarmee een bijdrage leveren aan de vraag naar verwarming, koeling en warm tapwater van de gebouwde omgeving. De opgeslagen zonne-energie vervangt het gasverbruik, waardoor een bijdrage wordt geleverd aan de reductie van de uitstoot van CO2. De energie kan ook worden gebruikt voor de weg. Door in de zomer koud water door de buizen te laten stromen kan spoorvorming voorkomen worden. In de winter kan warm water gebruikt worden om het wegdek vorstvrij te houden. Dit verlengt de levensduur van de asfaltconstructie nog eens extra.
Het voordeel van het systeem is dat het uiterlijk van de weg niet verandert. Hierdoor is er geen gevaar voor het wegverkeer door afleiding of bezwijken van zwakke constructies aan het oppervlak. Bij een groot genoeg systeem zijn de kosten per hoeveelheid energie vergelijkbaar met een standaard gasaansluiting.
Door Road Energy Systems in een weg te leggen, kunnen woningen door middel van een water-waterwarmtepomp worden verwarmd zonder de extra geluidsoverlast van een luchtwarmtepomp.